# 卡罗纳

卡罗纳（義大利語：Carona），是意大利贝加莫省的一个市镇。总面积44.19平方公里，人口358人，人口密度8.1人/平方公里（2009年）。国家统计（ISTAT）代码为016056。

## 地理
該市位於米蘭東北約80公里(50英里)和貝加莫以北約35公里(22英里)處。根據卡羅納的法规，其境内不再细分为分区或村庄。